# Prato Nevoso

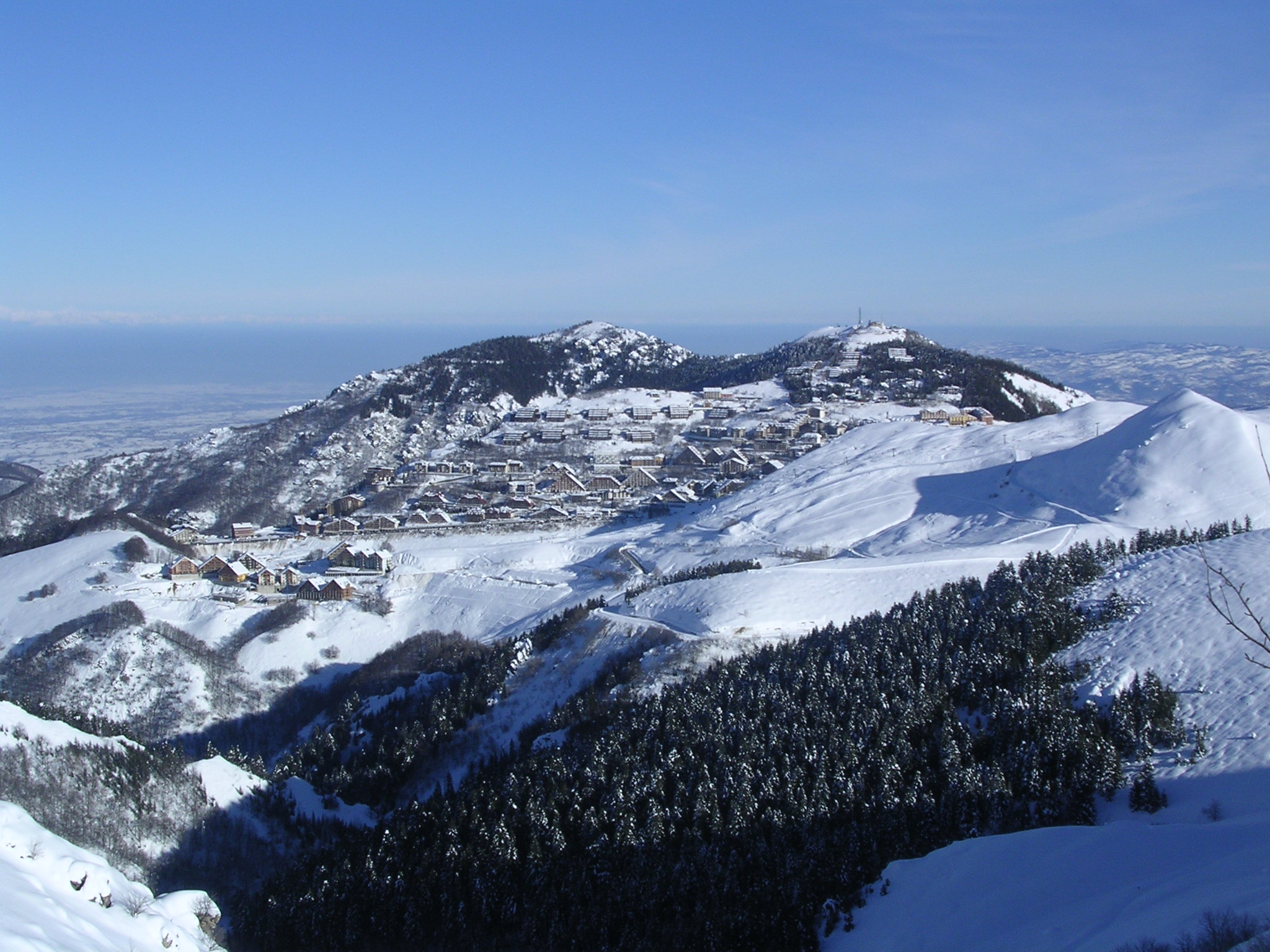
Staţiunea pe timpul iernii

Prato Nevoso este o stațiune de schi situată pe teritoriul comunei Frabosa Sottana în Provincia Cuneo în Italia.